# Distretto di Na Chaluai
Il distretto di Na Chaluai (in thailandese: นาจะหลวย) è un distretto (amphoe) della Thailandia, situato nella provincia di Ubon Ratchathani.